# NAOTS

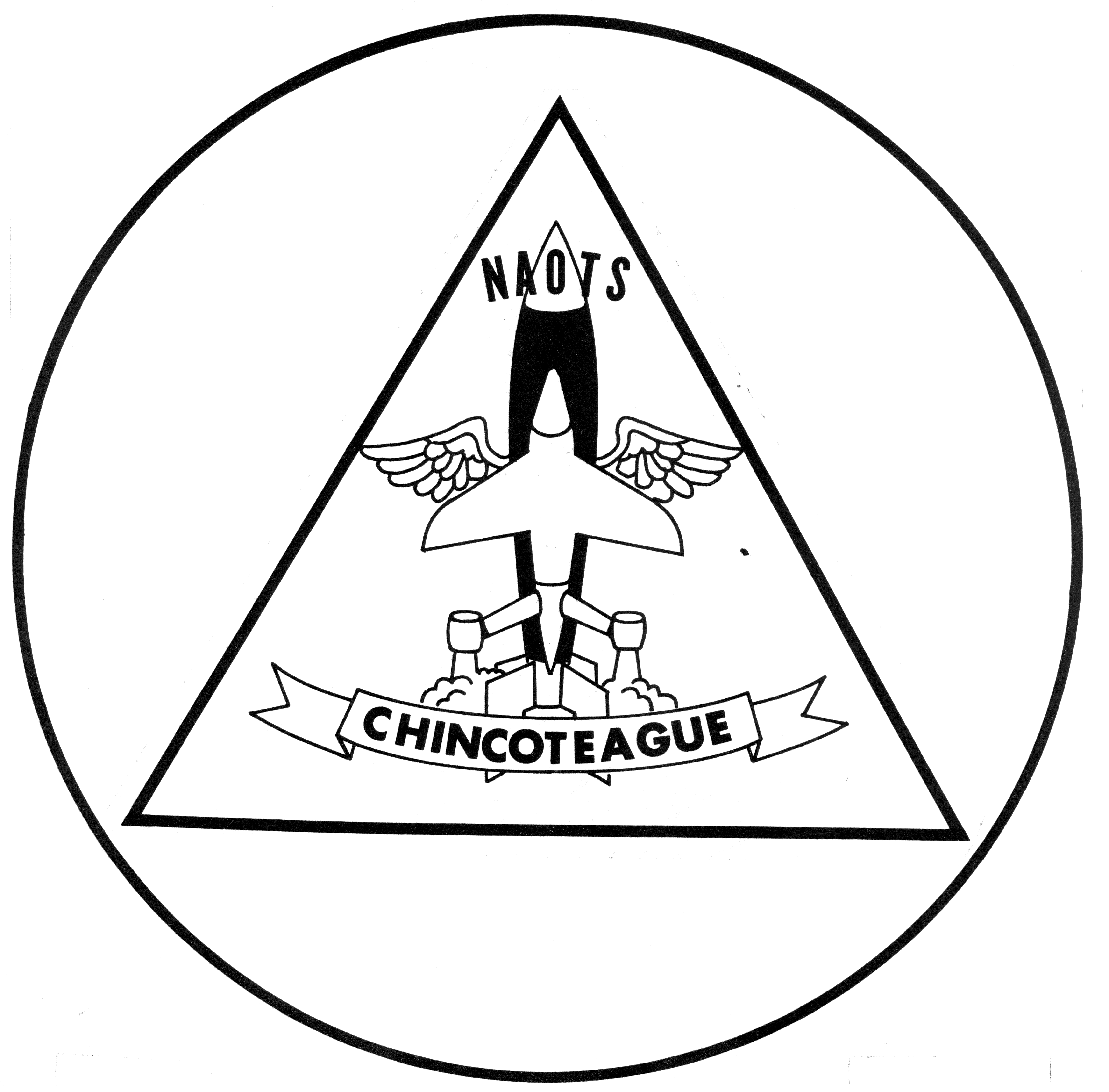
Logo der NAOTS

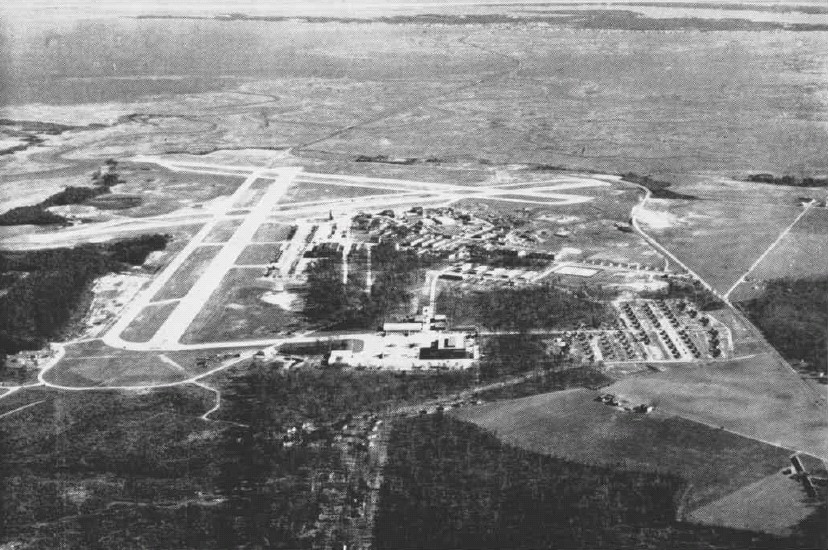
Luftbild der NAAS Chincoteague (1947/48) Heimat von zwei Schwadronen (VX-2 und VU-4) und des NAOTS

NAOTS (Naval Aviation Ordnance Test Station oder auch Naval Air Ordnance Test Station) war ein Stützpunkt der US Navy nahe der Stadt Chincoteague im US-Bundesstaat Virginia. Die Station war ein geheimer Teil der Naval Auxiliary Air Station (NAAS) Chincoteague, der von der restlichen Station isoliert und durch einen Zaun abgetrennt war.

## Projekte
Unter anderem wurden von der NAOTS im Jahr 1955 Forschungsraketen des Typs Rockair von McDonnell F2H-Flugzeugen gestartet. Auch die Pilot Rakete, die von einem Douglas F4D-Flugzeug gestartet wurde, wurde gegen Ende der 1950er Jahre unter strengster Geheimhaltung hier entwickelt.

## Geschichte
Im Jahr 1959 übernahm die NASA die Naval Aviation Ordnance Test Station und Teile der Station wurden mit der Wallops Island Facility zusammengelegt, die später in Wallops Flight Facility umbenannt wurde.